# KFELS SSDT
KFELS SSDT is een serie van ontwerpen van halfafzinkbare boortenders van Keppel. Het ontwerp van bestaat uit twee pontons met daarop elk drie kolommen en een rechthoekig dek. SSDT staat voor semisubmersible drilling tender.

## SSDT-serie
| Type               | Naam           | Werf           | Jaar | IMO-nummer |
| ------------------ | -------------- | -------------- | ---- | ---------- |
| SSDT-800           | Pelaut         | Pioneer Yard I | 1994 | 8763529    |
| SSDT 3600E         | West Menang    | Pioneer Yard I | 1999 | 8764432    |
| SSDT 3300E         | West Alliance  | Pioneer Yard I | 2001 | 8765084    |
| SSDT 3600-GOM-C42  | West Setia     | Pioneer Yard I | 2005 | 8768347    |
| SSDT 3600-GOM-C42  | West Berani    | Pioneer Yard I | 2006 | 8768359    |
| SSDT 3600E         | West Vencedor  | Pioneer Yard I | 2009 | 8770065    |
| SSDT 3600E-GOM-C42 | West Jaya      | Pioneer Yard I | 2011 | 8771186    |
| SSDT 3600E         | PV Drilling V  | Keppel FELS    | 2011 | 8771124    |
| SSDT 3600-GOM-C42  | West Esperanza | Pioneer Yard I | 2013 | 9630509    |